# Карлуччо, Джеррод
Джеррод Карлуччо (англ. Jarrod Carluccio; 8 февраля 2001, Liverpool,Австралия) — австралийский футболист, нападающий клуба «Уэстерн Сидней Уондерерс».

## Клубная карьера
Карлуччо — воспитанник клуба «Уэстерн Сидней Уондерерс». 
В 2016 году для получения игровой практики Джеррод начал выступать за дублирующую команду. 14 марта 2020 года в матче против «Мельбурн Сити» он дебютировал в Эй-лиге. 11 октября 2020 года «Уэстерн Сидней Уондерерс» подписал с Карлуччо однолетний контракт игрока академии.